# Маскерони, Лоренцо
Лоре́нцо Маскеро́ни (итал. Lorenzo Mascheroni; 13 мая 1750, Бергамо — 14 июля 1800, Париж) — итальянский математик.

## Биография и научная деятельность

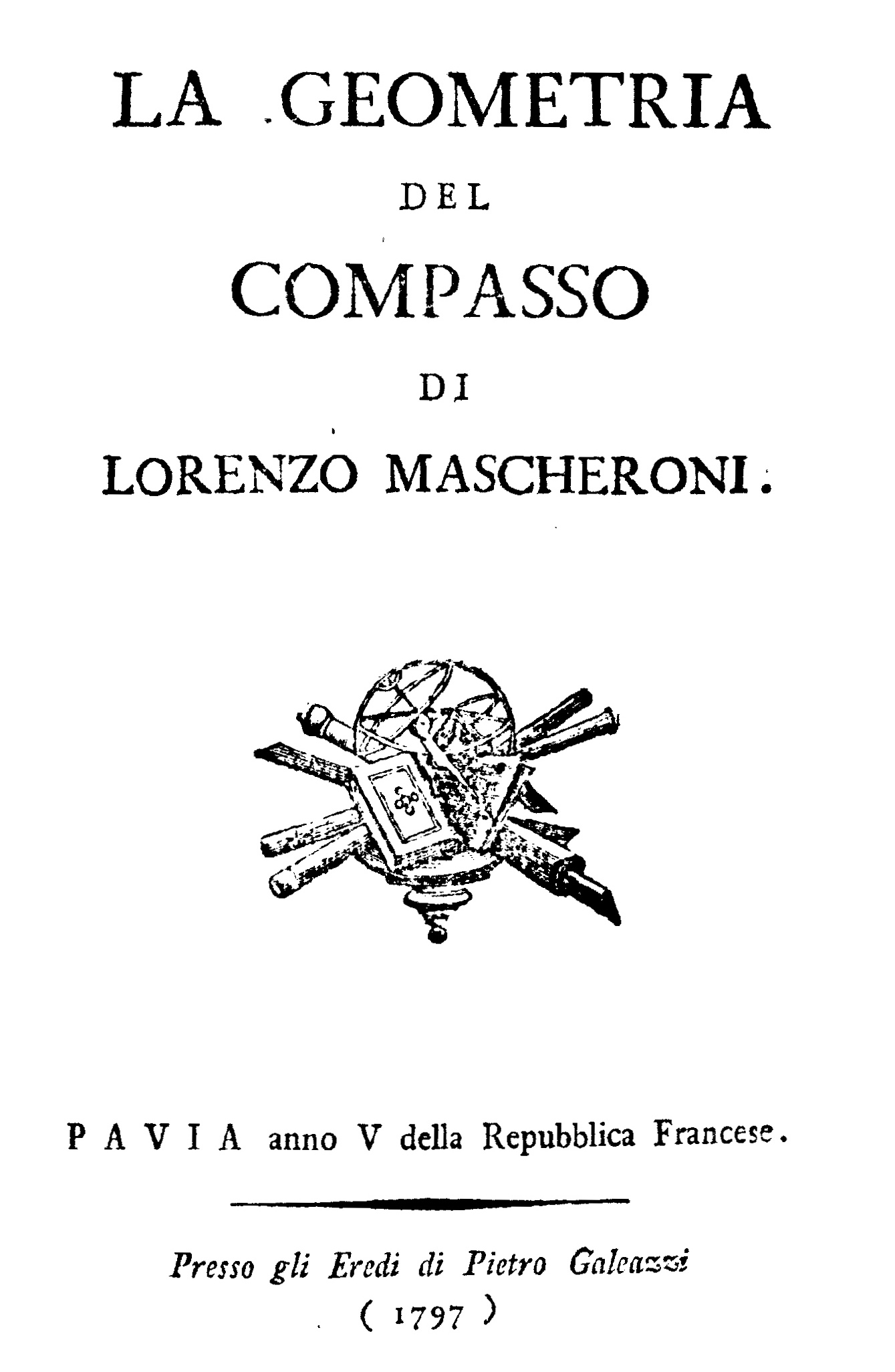
La geometria del compasso, 1797

Маскерони родился в итальянской провинции Ломбардия неподалёку от города Бергамо в семье крупного землевладельца. Сначала он обучался риторике в духовной семинарии и был посвящён в духовный сан в возрасте 17 лет. В 1778 году Маскерони начал изучать физику и математику в семинарии в Бергамо.
В 1786 году Маскерони стал профессором алгебры и геометрии в Павийском университете, во многом благодаря его работе в области статистики Nuove ricerche su l’equilibrio delle volte, опубликованной годом ранее. В 1789 году он на 4 года стал ректором университета.
В своей работе Adnotationes ad calculum integrale Euleri (1790) Маскерони вычислил 32 знака константы Эйлера и предложил её обозначение.
Маскерони был также поэтом и посвятил свою книгу Geometria del compasso (1797) Наполеону в стихах. Это была одна из самых известных работ математика, в которой он доказал, что все операции, которые могут быть выполнены с помощью циркуля и линейки, можно выполнить при помощи одного лишь циркуля. Этот результат позже был назван теоремой Мора — Маскерони, поскольку впервые доказательство было опубликовано датским учёным Георгом Мором в 1672 году.
После образования Наполеоном Цизальпинской республики Маскерони был послан в Париж для разработки новой метрической системы. Из-за оккупации Милана австрийскими войсками в 1799 году Маскерони не смог вернуться на родину. В 1800 году учёный умер в Париже из-за последствий простуды.